# Печери Марокко
Список печер Марокко (в дужках вказано протяжність і глибину печер).
15% території Марокко (100 тисяч км²) зайнято вапняками. Велика кількість печер у Середньому Атласі. Найдовші із них — Віт Тамдун (7550 м) і Гхар Хара (6200 м), найглибша — Кеф Тогобеїт (-713 м). Близько 20 порожнин мають довжину понад 1 км і глибину понад 100 м. Досить багато виявлено печер під покровом базальтів. У Центральному Марокко відомі печери в пісковиках: Гхар Горан (1670 м), Гхар-Абден (-105 м) та ін.

## Алфавітний список
- Віт Тамдун (7550 м)
- Гхар-Абден (/ −105 м)
- Гхар Горан (1670 м)
- Гхар Хара (6200 м)
- Джебель-Ірхуд
- Кеф Тогобеїт (/ −713 м)
- Тафоральт